# Oost-Duits voetballer van het jaar

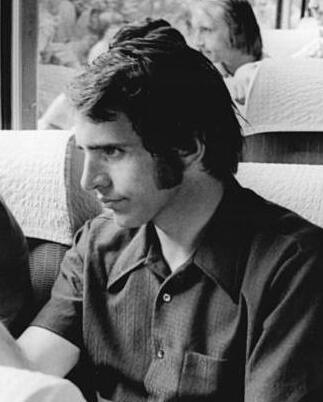
Jürgen Croy

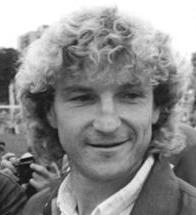
Jürgen Croy (boven rechts) werd net als Hans-Jürgen Dörner drie keer voetballer van het jaar.

De voetballer van het jaar (Duits: Fußballer des Jahres) werd elk jaar gekozen in de Duitse Democratische Republiek. De prijs werd uitgereikt door het tijdschrift Die Neue Fußballwoche die spelers beloonden die zich in de kijker speelden. De trofee werd voor het eerst uitgereikt in 1963 aan Manfred Kaiser en voor het laatst in 1991 aan Torsten Gütschow.
Jürgen Groy en Hans-Jürgen Dörner waren met drie overwinningen de meest succesvolle spelers. Bernd Bransch, Hans-Ulrich Grapenthin, Réne Müller en Joachim Streich wonnen de titel twee keer. De succesvolste club was Dynamo Dresden, dat zeven keer de voetballer van het jaar in zijn rangen had. Geen DDR-speler werd verkozen tot Europees of Wereldvoetballer van het jaar.
Na de Duitse hereniging werden de Oost-Duitsers Matthias Sammer en Michael Ballack Duits voetballer van het jaar.

## Erelijst

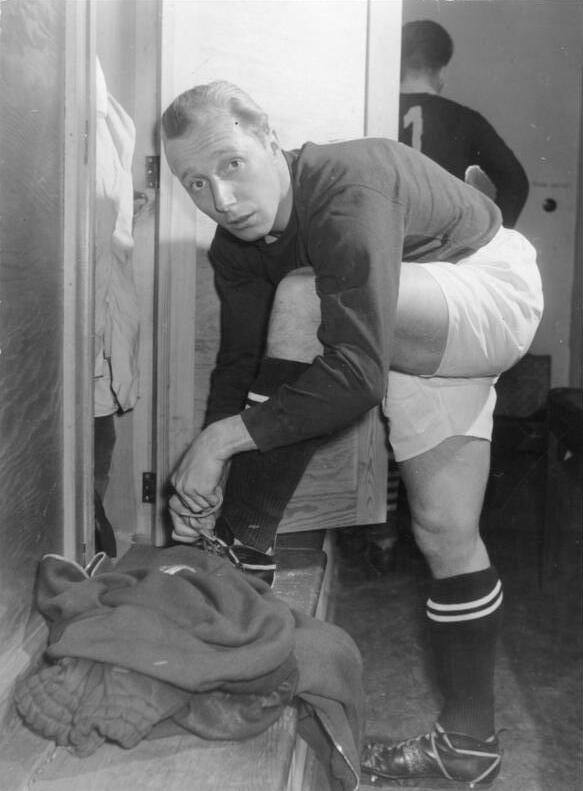
Manfred Kaiser was de eerste voetballer van het jaar

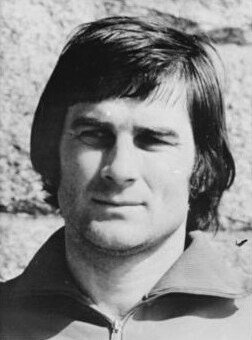
Peter Ducke. zijn broer Roland werd ook voetballer van het jaar.

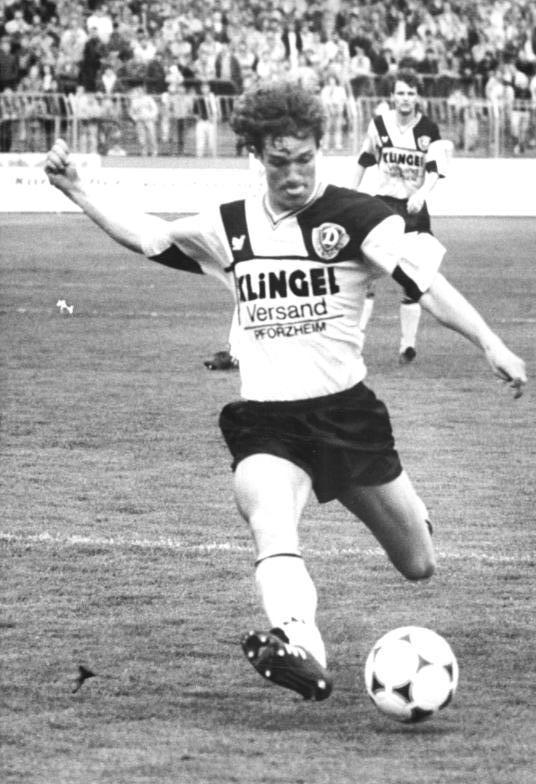
Torsten Gütschow werd de laatste voetballer van het jaar

| Jaar | Naam                   | Club                      | Positie     |
| ---- | ---------------------- | ------------------------- | ----------- |
| 1963 | Manfred Kaiser         | SC Wismut Karl-Marx-Stadt | Middenveld  |
| 1964 | Klaus Urbanczyk        | SC Chemie Halle           | Verdediging |
| 1965 | Horst Weigang          | SC Leipzig                | Doel        |
| 1966 | Jürgen Nöldner         | FC Vorwärts Berlin        | Middenveld  |
| 1967 | Dieter Erler           | FC Karl-Marx-Stadt        | Middenveld  |
| 1968 | Bernd Bransch          | Hallescher FC Chemie      | Verdediging |
| 1969 | Eberhard Vogel         | FC Karl-Marx-Stadt        | Aanval      |
| 1970 | Roland Ducke           | FC Carl Zeiss Jena        | Aanval      |
| 1971 | Peter Ducke            | FC Carl Zeiss Jena        | Aanval      |
| 1972 | Jürgen Croy            | BSG Sachsenring Zwickau   | Doel        |
| 1973 | Hans-Jürgen Kreische   | Dynamo Dresden            | Aanval      |
| 1974 | Bernd Bransch          | FC Carl Zeiss Jena        | Verdediging |
| 1975 | Jürgen Pommerenke      | 1. FC Magdeburg           | Middenveld  |
| 1976 | Jürgen Croy            | BSG Sachsenring Zwickau   | Doel        |
| 1977 | Hans-Jürgen Dörner     | Dynamo Dresden            | Verdediging |
| 1978 | Jürgen Croy            | BSG Sachsenring Zwickau   | Doel        |
| 1979 | Joachim Streich        | 1. FC Magdeburg           | Aanval      |
| 1980 | Hans-Ulrich Grapenthin | FC Carl Zeiss Jena        | Doel        |
| 1981 | Hans-Ulrich Grapenthin | FC Carl Zeiss Jena        | Doel        |
| 1982 | Rüdiger Schnuphase     | FC Carl Zeiss Jena        | Verdediging |
| 1983 | Joachim Streich        | 1. FC Magdeburg           | Aanval      |
| 1984 | Hans-Jürgen Dörner     | Dynamo Dresden            | Verdediging |
| 1985 | Hans-Jürgen Dörner     | Dynamo Dresden            | Verdediging |
| 1986 | René Müller            | 1. FC Lokomotive Leipzig  | Doel        |
| 1987 | René Müller            | 1. FC Lokomotive Leipzig  | Doel        |
| 1988 | Andreas Thom           | BFC Dynamo                | Aanval      |
| 1989 | Andreas Trautmann      | Dynamo Dresden            | Verdediging |
| 1990 | Ulf Kirsten            | 1. FC Dynamo Dresden      | Aanval      |
| 1991 | Torsten Gütschow       | 1. FC Dynamo Dresden      | Aanval      |

## Ranglijsten

### Spelers
| Plaats | Naam                   | Aantal | Jaren            |
| ------ | ---------------------- | ------ | ---------------- |
| 1      | Jürgen Croy            | 3      | 1972, 1976, 1978 |
|        | Hans-Jürgen Dörner     | 3      | 1977, 1984, 1985 |
| 3      | Bernd Bransch          | 2      | 1968, 1974       |
|        | Hans-Ulrich Grapenthin | 2      | 1980, 1981       |
|        | René Müller            | 2      | 1986, 1987       |
|        | Joachim Streich        | 2      | 1979, 1983       |
| 7      | Peter Ducke            | 1      | 1971             |
|        | Dieter Erler           | 1      | 1967             |
|        | Torsten Gütschow       | 1      | 1991             |
|        | Manfred Kaiser         | 1      | 1963             |
|        | Ulf Kirsten            | 1      | 1990             |
|        | Hans-Jürgen Kreische   | 1      | 1973             |
|        | Jürgen Nöldner         | 1      | 1966             |
|        | Jürgen Pommerenke      | 1      | 1975             |
|        | Rüdiger Schnuphase     | 1      | 1982             |
|        | Andreas Thom           | 1      | 1988             |
|        | Andreas Trautmann      | 1      | 1989             |
|        | Klaus Urbanczyk        | 1      | 1964             |
|        | Eberhard Vogel         | 1      | 1969             |
|        | Horst Weigang          | 1      | 1965             |

### Clubs
| Plaats | Club                      | Aantal | Jaren                                    |
| ------ | ------------------------- | ------ | ---------------------------------------- |
| 1.     | Dynamo Dresden            | 7      | 1973, 1977, 1984, 1985, 1989, 1990, 1991 |
| 2.     | FC Carl Zeiss Jena        | 6      | 1970, 1971, 1974, 1980, 1981, 1982       |
| 3.     | 1. FC Lokomotive Leipzig  | 3      | 1965, 1986, 1987                         |
| 3.     | 1. FC Magdeburg           | 3      | 1975, 1979, 1983                         |
| 3.     | BSG Sachsenring Zwickau   | 3      | 1972, 1976, 1978                         |
| 6.     | Hallescher FC Chemie      | 2      | 1964, 1968                               |
| 6.     | FC Karl-Marx-Stadt        | 2      | 1967, 1969                               |
| 8.     | BFC Dynamo                | 1      | 1988                                     |
| 8.     | FC Vorwärts Berlin        | 1      | 1966                                     |
| 8.     | SC Wismut Karl-Marx-Stadt | 1      | 1963                                     |

### Positie
| Plaats | Positie      | Aantal |
| ------ | ------------ | ------ |
| 1.     | Aanvaller    | 10     |
| 2.     | Doelman      | 8      |
| 3.     | Verdediger   | 7      |
| 4.     | Middenvelder | 4      |